# Sarascarta fulva
Sarascarta fulva är en insektsart som först beskrevs av Henry Fairfield Osborn 1928.  Sarascarta fulva ingår i släktet Sarascarta och familjen dvärgstritar.
Artens utbredningsområde är Bolivia. Inga underarter finns listade i Catalogue of Life.